# Wascheffekt
Unter Wascheffekt, allgemein das durch Waschen Sauberwerden von Textilien, wird in der Textilbranche speziell die bei der Herstellung von Stoffen oder fertigen Bekleidungsstücken im letzten Arbeitsgang durch Waschen entstandene Veränderung bezeichnet („Garment washed“).
Das Waschen eigentlich fertiger Stoffe, bewirkt, mit oder ohne Absicht, einen Alterungsprozess („Aged-Look“) mit eventueller Farbveränderung und im Extremfall einen gewünschten künstlichen Verschleiß („Sand washed“, „Stone washed“). Zusätzlich verursacht es einen besonders weichen Warengriff und meist auch eine bessere Einlauffestigkeit, auch ein leichter Knittereffekt kann erzielt werden.
Seit den 1980er Jahren wurde es zunehmend üblicher, Jeans chemisch oder mechanisch, zum Beispiel durch Waschen mit Steinen, aufzuhellen. Es entstehen verschiedene optische Effekte, wie Stone washed, Moon washed oder Mouth washed, die vor allem bei Jeans meist darauf abzielen, sie schon beim Kauf gebraucht aussehen zu lassen (Used-Look). Zur Erzielung des gebrauchten Aussehens kann auch ein regelrechtes Ausbluten der Farben dabei erwünscht sein. Beim Used Wash wird das fertige Kleidungsstück an bestimmten Stellen, beispielsweise Oberschenkeln und Gesäß, mit Kaliumpermanganat besprüht oder aber sandgestrahlt.